# 布鲁瓦-欧比涅-蒙瑟尼
布鲁瓦-欧比涅-蒙瑟尼（法語：Broye-Aubigney-Montseugny，法語發音：[bʁwa obiɲɛ mɔ̃søɲi]）是法国上索恩省的一个市镇，属于沃苏勒区。该市镇于1972年由原市镇布鲁瓦莱佩姆（Broye-les-Pesmes）、欧比涅（Aubigney）和蒙瑟尼（Montseugny）合并而成。

## 地理
布鲁瓦-欧比涅-蒙瑟尼（47°18'50"N, 5°30'32"E）面积25.36 平方千米，位于法国勃艮第-弗朗什-孔泰大區上索恩省，该省份为法国东部内陆省份，北起顺时针与孚日省、贝尔福地区省、杜省、汝拉省、科多尔省和上马恩省接壤。
与布鲁瓦-欧比涅-蒙瑟尼接壤的市镇（或旧市镇、城区）包括：热尔米涅、克莱里、索恩河畔厄耶、奥尼翁河畔佩里尼、米蒂涅、佩姆、索维涅莱佩姆、瓦当。
布鲁瓦-欧比涅-蒙瑟尼的时区为UTC+01:00、UTC+02:00（夏令时）。

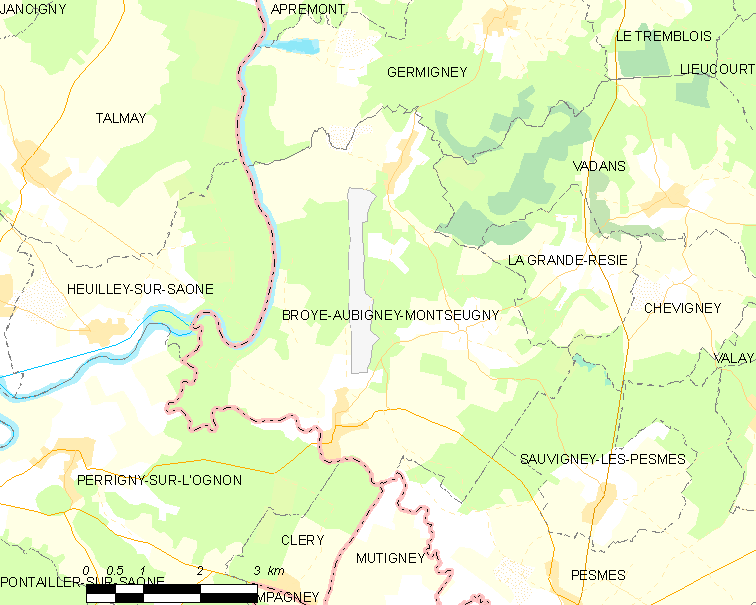
布鲁瓦-欧比涅-蒙瑟尼的OSM定位图

## 行政
布鲁瓦-欧比涅-蒙瑟尼的邮政编码为70140，INSEE市镇编码为70101。

## 政治
布鲁瓦-欧比涅-蒙瑟尼所属的省级选区为马尔奈县。

## 人口
布鲁瓦-欧比涅-蒙瑟尼于2022年1月1日时的人口数量为512人。

1962-2008年间布鲁瓦-欧比涅-蒙瑟尼人口变化图示